# Ẏ
Das Ẏ (kleingeschrieben ẏ) ist ein Buchstabe des lateinischen Schriftsystems. Er besteht aus einem Y mit Überpunkt.
Das Ẏ wird in der Transliteration indischer Schriften verwendet. Einige dieser Schriften kennen zwei Buchstaben "y": einen eigenen Buchstaben, und einen weiteren für Fremdwörter aus anderen Sprachen. Das Ẏ wird je nach Transliterationssystem für einen dieser beiden Buchstaben benutzt.
Das Ẏ wurde früher auch in ISO 9 benutzt, um das Ischiza zu transliterieren. Der Buchstabe wurde jedoch durch das Ỳ ersetzt.

## Darstellung auf dem Computer
Unicode enthält das Ẏ an den Codepunkten U+1E8E (Großbuchstabe) und U+1E8F (Kleinbuchstabe).
In TeX kann man das Ẏ mit den Befehlen \.Y und \.y bilden.